# Jacksonville Jaguars 2005
La stagione 2005 dei Jacksonville Jaguars è stata la 11ª della franchigia nella National Football League, la terza con come capo-allenatore Jack Del Rio. Malgrado un record di 12-4, la squadra non riuscì a vincere la propria division, finendo dietro agli Indianapolis Colts, che terminarono con il miglior record della lega (14-2).

## Scelte nel Draft 2005
| Giro | Scelta | Totale | Nome              | Ruolo            | College              |
| ---- | ------ | ------ | ----------------- | ---------------- | -------------------- |
| 1    | 21     | 21     | Matt Jones        | Wide receiver    | Arkansas             |
| 2    | 20     | 52     | Khalif Barnes     | Offensive tackle | Washington           |
| 3    | 23     | 87     | Scott Starks      | Cornerback       | Wisconsin            |
| 4    | 26     | 127    | Alvin Pearman     | Running back     | Virginia             |
| 5    | 21     | 157    | Gerald Sensabaugh | Safety           | North Carolina       |
| 6    | 11     | 185    | Chad Owens        | Wide Receiver    | Hawaii               |
| 6    | 20     | 194    | Pat Thomas        | Linebacker       | North Carolina State |
| 7    | 23     | 237    | Chris Roberson    | Cornerback       | Eastern Michigan     |

## Calendario

### Stagione regolare
| Stagione regolare                                             |                    |                        |                    |                    |                    |                    |
| Turno                                                         | Data               | Avversario             | Risultato          | Stadio             | Record             | Tabellino          |
| 1                                                             | 11/9               | Seattle Seahawks       | V 26–14            | 1–0                | Alltel Stadium     | 65,204             |
| 2                                                             | 18/9               | at Indianapolis Colts  | S 10–3             | 1–1                | RCA Dome           | 56,460             |
| 3                                                             | 25/9               | at New York Jets       | V 26–20 (DTS)      | 2–1                | The Meadowlands    | 77,422             |
| 4                                                             | 2/10               | Denver Broncos         | S 20–7             | 2–2                | Alltel Stadium     | 66,045             |
| 5                                                             | 9/10               | Cincinnati Bengals     | V 23–20            | 3–2                | Alltel Stadium     | 66,137             |
| 6                                                             | 16/10              | at Pittsburgh Steelers | V 23–17 (DTS)      | 4–2                | Heinz Field        | 63,891             |
| 7                                                             | Settimana di pausa | Settimana di pausa     | Settimana di pausa | Settimana di pausa | Settimana di pausa | Settimana di pausa |
| 8                                                             | 30/10              | at St. Louis Rams      | S 24–21            | 4–3                | Edward Jones Dome  | 65,251             |
| 9                                                             | 6/11               | Houston Texans         | V 21–14            | 5–3                | Alltel Stadium     | 64,613             |
| 10                                                            | 13/11              | Baltimore Ravens       | V 30–3             | 6–3                | Alltel Stadium     | 66,107             |
| 11                                                            | 20/11              | at Tennessee Titans    | V 31–28            | 7–3                | The Coliseum       | 69,149             |
| 12                                                            | 27/11              | at Arizona Cardinals   | W 24–17            | 8–3                | Sun Devil Stadium  | 39,198             |
| 13                                                            | 4/12               | at Cleveland Browns    | V 20–14            | 9–3                | Paul Brown Stadium | 70,941             |
| 14                                                            | 11/12              | Indianapolis Colts     | S 26–18            | 9–4                | Alltel Stadium     | 67,164             |
| 15                                                            | 18/12              | San Francisco 49ers    | V 10–9             | 10–4               | Alltel Stadium     | 64,764             |
| 16                                                            | 24/12              | at Houston Texans      | V 38–20            | 11–4               | Reliant Stadium    | 70,025             |
| 17                                                            | 1/1                | Tennessee Titans       | V 40–13            | 12–4               | Alltel Stadium     | 65,485             |
| NOTA: Gli avversari della propria division sono in grassetto. |                    |                        |                    |                    |                    |                    |

### Playoff
| Playoff |      |                             |           |                  |
| Turno   | Data | Avversario                  | Risultato | Stadio           |
| WC      | 7/1  | at New England Patriots (4) | S 28–3    | Gillette Stadium |